# 小行星5006
小行星5006（英語：5006 Teller）是一颗围绕太阳公转的小行星。1989年4月5日，埃莉諾·赫琳在帕洛马山发现了此天体。
这颗小行星的绝对星等为30.28976708464798等。